# Huejutla de Reyes
Huejutla de Reyes est une ville et l'une des 84 municipalités de Hidalgo, au centre-est du Mexique.